# 林子頭 (高雄市)
林子頭，原寫為林仔頭，是臺灣高雄市橋頭區的一個傳統地域名稱，位於該區北部。相較於今日行政區，其範圍大致包括筆秀里不含西部凸出部分、東林里北部東段典寶溪舊河道右岸地區、德松里北部邊界地帶、橋頭里北部凸出部分的北側邊界地帶及東北部邊界地帶一小段（均為典寶溪舊河道右岸地區）、中崎里西北端，以及岡山區的劉厝里東南端。
本地區境內主要聚落為內庄、林仔頭。

## 歷史
台灣日治初期，林子頭地區為一街庄，稱為「林仔頭庄」（舊制街庄），隸屬於仁壽下里。該庄昔日西北與街尾崙庄為鄰，北及東北與大藔庄為鄰，東與滾水庄、中崎庄為鄰，南邊為橋仔頭庄、白樹仔庄，西南邊為五里林庄。
1901年（日治明治三十四年）11月11日，全台廢縣廳改設二十廳，該庄隸屬於鳳山廳。1904年（明治三十七年）5月3日，該庄編入「仕隆區」，隸屬於鳳山廳。1909年（明治四十二年）10月25日，全台合併二十廳為十二廳，仕隆區改隸屬於臺南廳。1920年（大正九年）10月1日，全台地方制度大改正，廢十二廳改設五州二廳，該庄改制並雅化為「林子頭」大字，隸屬於高雄州高雄郡楠梓庄（新制街庄）。1924年（大正十三年）12月25日，高雄郡廢郡，楠梓庄改隸屬於岡山郡。1943年（昭和十八年）10月1日，楠梓庄廢庄，本地區改隸屬於岡山街。
戰後岡山街改制為岡山鎮，隸屬於高雄縣，大字亦改制為里。1947年（民國36年）6月1日，岡山鎮拆分出橋頭鄉，本地區改隸屬於橋頭鄉，里亦改制為村。1950年（民國39年）10月1日，高、屏分治，橋頭鄉仍隸屬於高雄縣。2010年（民國99年）12月25日，高雄縣、市合併為直轄高雄市，橋頭鄉改制為橋頭區，村再改制為里。

## 聚落
本地區發展較早的聚落為內庄、林仔頭，在日治初期的官方地圖上已有記載。

## 交通
台鐵縱貫線是台灣西部南北向鐵路幹線，經過本地區中部。最近的車站在北側為岡山車站，在南側為橋頭車站。前者屬一等站，停靠部分自強號、莒光號、區間快車及全部區間車；後者屬三等站，僅停靠區間車；由此等可前往台鐵沿線各站。
高雄捷運紅線是高雄捷運系統的南北向路線，經過本地區中部。最近的車站在北側為南岡山站，在南側為橋頭火車站。由此等可前往高雄捷運沿線各站。
省道台1線又稱「縱貫公路」，是台北至楓港的傳統平面幹道，經過本地區林仔頭聚落東郊。由該道路北行可前往岡山區、路竹區、湖內區、台南市仁德區等地，南行可前往橋頭區橋頭市區、楠梓區、仁武區西部、左營區東部等地。
區道高34線是頂鹽田至燕巢的道路，經過本地區東南端。
區道高36線是芋寮至鳳山厝的道路，經過本地區的內庄聚落。該道路在本地區的部分路段與省道台1線共線。